# باشگاه فوتبال کریسیوما
باشگاه فوتبال کریسیوما (انگلیسی: Criciúma Esporte Clube) یک باشگاه فوتبال است که در شهر کریسیوما در ایالت سانتا کاتارینا قرار دارد. این باشگاه موفق‌ترین باشگاه این ایالت است.